# Фауна на България (монография)
Фауна на България е поредица от монографии съставяна от Института по зоология, а след преструктурирането на БАН – от Института по биоразнообразие и екосистемни изследвания – в която се обединяват всички знания за българската фауна. Информацията включва морфологична характеристика, развитие, разпространение, класификация, стопанско значение и определителни таблици на видовете. Всеки том има кратка обща част в която се описва таксонът, който е предмет на книгата, като цяло и се въвежда терминологията. Следван е от специална част, в която се намират определителните таблици и информация, специфична за отделните видове.
Поредицата стартира през 1950 г. и досега са издадени 32 тома.

## Книги
- Том 1. Патев, П. Птиците в България. 1950, 364 с.
- Том 2. Дренски, П. Рибите в България. 1951, 270 с.
- Том 3. Марков, Г. Насекомоядни бозайници в България. 1957, 288 с.
- Том 4. Дамянов, С., И. Лихарев. Сухоземни охлюви. 1975, 426 с.
- Том 5. Ангелов, П. Coleoptera, Curculionidae. Част 1 – Apioninae, Otiorrhynchinae. 1976, 356 с.
- Том 6. Маринов, Т. Многочетинести червеи (Polychaeta). 1977, 260 с.
- Том 7. Ангелов, П. Coleoptera, Curculionidae. Част 2 – Brachyderinae, Brachycerinae, Tanymecinae, Cleoninae, Myorrhininae. 1978, 234 c.
- Том 8. Василев, И. Растителноядни оси (Hymenoptera, Symphyta). 1978, 180 c.
- Том 9. Ангелов, П. Coleoptera, Curculionidae. Част 3 – Calandrinae 1. 1979, 262 c.
- Том 10. Ангелов, П. Coleoptera, Curculionidae. Част 4 – Calandrinae 2. 302 с.
- Том 11. Ангелов, П. Coleoptera, Rhynchophora, Urodonidae, Anthribidae, Brenthidae, Rhinomaceridae, Attelabidae. 1981, 112 c.
- Том 12. Йосифов, М. Heteroptera, Pentatomoidea. 1981, 206 c.
- Том 13. Груев, Б., В. Томов. Coleoptera, Chrysomelidae. Част 1 – Orsodachninae, Zeugophorinae, Donaciinae, Criocerinae, Clytrinae, Cryptocephalinae, Lamprosomatinae, Eumolpinae. 1984, 220 c.
- Том 14. Бешовски, В. Diptera, Chloropidae. 1985, 220 с.
- Том 15. Кумански, К. Trichoptera, Annulipalpia. 1985, 244 c.
- Том 16. Груев, Б., В. Томов. Coleoptera, Chrysomelidae. Част 2 – Chrysomelinae, Galerucinae, Alticinae, Hispinae, Cassidinae. 1986, 390 c.
- Том 17. Георгиев, В. Coleoptera, Hydrocanthares. 1987, 162 с.
- Том 18. Апостолов, А., Т. Маринов. Морски харпактикоиди. Copepoda, Harpacticoida. 1988, 384 c.
- Том 19. Кумански, К. Trichoptera, Integripalpia. 1988, 356 c.
- Том 20. Симеонов, С., Т. Мичев, Д. Нанкинов. Aves. Част 1. 1990, 351 с.
- Том 21. Колебинова, М. Acariformes, Trombidioidae, Trombiculidae, Leeuwenhoekiidae. 1992, 172 c. ISBN 954-430-037-6
- Том 22. Атанасов, Н., Г. Длуский. Hymenoptera, Formicidae. 1992, 311 c. ISBN 954-430-038-4
- Том 23. Бешовски, В. Insecta, Odonata. 1994, 372 c. ISBN 954-430-228-X
- Том 24. Ангелов, П. Coleoptera, Cerambycidae. Част 1 – Prioninae, Lepturinae, Necydalinae, Aseminae, Cerambycinae. 1995, 206 c. ISBN 954-430-229-8
- Том 25. Коларов, Я. Hymenoptera, Ichneumonidae. Част 1 – Pimplinae, Xoridinae, Acaeninae, Collyriinae 1997, 326 с. ISBN 954-430-388-X
- Том 26. Нанкинов, Д., С. Симеонов, Т. Мичев, Б. Иванов. Aves. Част 2. 1997, 427 с. ISBN 954-430-488-6
- Том 27. Пешев, Ц., Д. Пешев, В. Попов. Mammalia. 2004, 632 с. ISBN 954-430-860-1
- Том 28. Бешовски, В. Insecta, Diptera – Крайбрежни мухи (Ephydridae, Tethinidae, Canacidae). 2009, 421 c. ISBN 954-322-073-5
- Tом 29. Апостолов, А. М. Copepoda, Harpacticoida (Сладководни харпактикоиди). 2010, 348 с. ISBN 954-430-919-5
- Том 30. Божидар Иванов. Aves. Част 3. (Passeriformes). 2011, 410 с. ISBN 978-954-322-470-8
- Том 31. Янко Коларов et al. Hymenoptera, Ichneumonidae. Част ІІ – Tryphoninae, Eucerotinae, Adelognathinae, Lycorininae, Neorhacodinae, Orthopelmatinae. 2013, 566 с. ISBN 978-954-322-680-1
- Том 32. Габриела Георгиева, Гергана Гечева. Иксодови кърлежи / Ixodida. 2013, 228 с. ISBN 978-954-322-585-9

## Свързани издания

### Врабчоподобни
След издаването на първите два тома за птиците през 1990 и 1997, разработката на най-големия разред – Врабчоподобни, се забавя значително. Авторският колектив за него е намален от четирима на двама, а разногласия по отпечатването му допълнително забавят издаването. След изготвянето на тома „...първият автор [Димитър Нанкинов] предяви изисквания към отпечатването му, несъвпадащи с регламента на поредицата...“, поради което Нанкинов решава да издаде своята част от Врабчопоподобни като отделна книга, извън поредицата, през 2009 г. Другият автор - Божидар Иванов - издава останалата разработка на Врабчоподобни като том 30 на поредицата през 2011 г. В своята книга, Нанкинов казва по случая: „За голямо съжаление, по различни причини издаването му се забави, като се наложи събраните от мен материали да бъдат публикувани в настоящата монография.“
Прави впечатление и значително по-малкият брой илюстрации в двата тома за Врабчоподобни, в сравнение с предишните томове: Том 20 (40 цветни, 96 черно-бели илюстрации), Том 26 (109 цв., 54 чб.) сравнени с Том 30 (13 чб.) и Нанкинов (13 чб.). Автор на повечето илюстрации в първите два тома е художникът Георги Пчеларов, докато вторите два тома не разполагат с художник и Божидар Иванов изказва благодарност към други автори, разрешили ползването на техните илюстрации.
- Димитър Нанкинов. Изследвания върху фауната на България. Птици, Врабчоподобни. 2009, изд. ЕТО ЕООД. 406 стр. ISBN 978-954-9859-44-7